# Lypusa
Lypusa is een geslacht van vlinders van de familie Zaksikkelmotten (Lypusidae).

## Soorten
- L. fulvipennella Hoffmann, 1874
- L. maurella

Houtskoolmot (Denis & Schiffermüller, 1775)
- L. tokari Elsner, Liska & Petru, 2008